# 섀루르구
섀루르구(아제르바이잔어: Şərur rayonu)는 아제르바이잔의 자치 공화국인 나흐츠반 자치 공화국 서부에 위치한 구로 행정 중심지는 섀루르이며 면적은 708km2, 인구는 97,900명이다. 북쪽으로는 아르메니아, 남쪽으로는 이란과 국경을 접한다.